# Miltochrista intermedia
Miltochrista intermedia är en fjärilsart som beskrevs av Barend J. Lempke 1961. Miltochrista intermedia ingår i släktet Miltochrista och familjen björnspinnare. Inga underarter finns listade i Catalogue of Life.